# Dicranoptycha australis
Dicranoptycha australis är en tvåvingeart som beskrevs av Alexander 1926. Dicranoptycha australis ingår i släktet Dicranoptycha och familjen småharkrankar. Inga underarter finns listade i Catalogue of Life.